# Ålvund
Ålvund är en tidigare tätort i Sunndals kommun i Møre og Romsdal fylke i västra Norge. Orten ligger vid fylkesväg 670, vid sidan av riksväg 70, längst inne vid Ålvundfjorden, en arm av Halsafjorden/Trongfjorden.
Tidigare har orten tillhört dåvarande Stangviks kommun.
Sedan 2004 räknas orten inte längre som en tätort.